# بيت دالق (كحلان عفار)

تعديل مصدري - تعديل

بيت دالق هي إحدى قرى عزلة عفار بمديرية كحلان عفار التابعة لمحافظة حجة، بلغ تعداد سكانها 319 نسمة حسب تعداد اليمن لعام 2004.